# Anidrytus lugubris
Anidrytus lugubris es una especie de coleóptero de la familia Endomychidae.

## Distribución geográfica
Habita en Venezuela y Colombia.